# Musée de France
La apelación Musée de France (Museo de Francia) se le da a los principales museos de Francia, donde la preservación y presentación pública de sus colecciones es de interés público. Su creación se debe a la ley francesa n.º 2002-5 de 4 de enero de 2002, denominada « loi musée », de aquí en adelante codificado con el code du patrimoine (código de patrimonio).
Los museos de Francia han sido recensados en la base de datos Muséofile del "Ministerio de la Cultura de Francia", que se enumeraban 1222 de 10 de octubre de 2014 sobre los 1315 que figuran en la base.
Posee la etiqueta de « musée de France » según la ley n.º 2002-5 de 4 de enero de 2002.

## Principios
Esta es una etiqueta destinada a consolidar los museos franceses en la perspectiva de los museos como un gran servicio público. Pueden recibir esta denominación museos nacionales, museos del estado con un estatus establecido por decreto, viejos museos clasificados o controlados por la Ordenanza N.º 45 a 1.546, de 13 de julio de 1945, así como los reconocidos como museos de Francia por el "Ministerio de Cultura de Francia" previa consulta al Consejo Superior de los museos de Francia.
El artículo L. 441-1 del code du patrimoine dispone que 

La apelación de « "museo de Francia" » se puede dar a los museos de propiedad del Estado, otra persona jurídica de derecho público o una persona jurídica de derecho privado, sin fines de lucro
l'appellation « "musée de France" » peut être accordée aux musées appartenant à l'État, à une autre personne morale de droit public ou à une personne morale de droit privé à but non lucratif

El artículo L. 441-2 define las tareas del museo:
- Conservar, restaurar, estudiar y enriquecer sus colecciones;
- Hacer sus colecciones accesibles al público en general;
- Diseño e implementación de acciones de educación y divulgación para garantizar la igualdad de acceso de todos a la cultura;
- Contribuir al progreso del conocimiento y la investigación así como a su difusión.